# 脱单大作战
《脱单大作战》（羅馬化：Game Chon Khon Sot）是一部由《交友网站》的导演扬勇·库鲁安库拉执导，预计将在2024年2月15日年通过Netflix上线的泰国爱情喜剧。剧集由彭提瓦特·唐万查洛（Blue）、葵咪莎拉·普碟（Belle）、特里萨努·索拉农（Man）、安比查雅·松可寒（Lily）主演，内容探讨了自由和女权主义等课题。

## 剧情简介
在另一平行宇宙中，由于一场无法解释的流行病，女性新生儿的数量远远超过男性新生儿。随着男性变得越来越稀少，他们被誉为“国宝”，而单身女性则必须在政府主办的名为“Ready, Set, Love”的竞赛中赢得她们的爱情。当Day意外地被录取参加比赛时，她遇到了最受欢迎的男人Son。当他们发现隐藏在表面之下的阴谋时，他们渐渐发展的爱情和他们所认识的世界都将受到威胁。最终，Day是否能够寻得属于自己的真命天子？

## 演员阵容
- 彭提瓦特·唐万查洛（Blue）饰演 Son，最讨厌跳舞。
- 葵咪莎拉·普碟（Belle）饰演 Darika Chokwithee（Day）
- 特里萨努·索拉农（Man）饰演 Almond
- 安比查雅·松可寒（Lily）饰演 Chanel
- 娜特慧兰·塔美（英语：Natthaweeranuch Thongmee）（Ja）饰演 Jenny
- 帕娜达·旺普迪（Boom）饰演 Kwan
- Jaytiya Naiwattanakul（Jane）饰演 Valentine
- 阿浓娜·尤莎楠妲（Kiw）饰演 Bovy
- 坦塔尔仝·班沵剌缇 飾演 Max
- 查亚帕克·敦普雷永（New）飾演 Paper
- 坤查努·肯甘卡（Kun）
- 逢见亮太 饰演 Jin
- 娜琳缇帕·波艾帕塔兰萨坤（Fon）饰演 Nat
- 阿曼达·查理莎·奧布丹（Da）饰演 Sarah，《Ready, Set, Love》的节目主持人。
- Wae Soul 饰演 Nam
- 普塔里特·普罗姆班达（Wit）饰演 Non
- 查克利·彦纳姆（Krit）饰演 Son的父亲

## 劇集原聲帶
| 《脫單大作戰》劇集原聲帶 | 《脫單大作戰》劇集原聲帶 | 《脫單大作戰》劇集原聲帶 | 《脫單大作戰》劇集原聲帶 |
| 曲序                     | 曲目                     | 演唱者                   | 时长                     |
| ------------------------ | ------------------------ | ------------------------ | ------------------------ |
| 1.                       | Beyond The Wall          | Gabe Watkins             | 3:41                     |